# Вера, Алехо
Алехо Вера (исп. Alejo Vera y Estaca; 14 июля 1834, Виньуэлас, Кастилия-Ла-Манча — 4 февраля 1923, Мадрид) — испанский художник, большую часть жизни проживший в Италии. Представитель романтизма в испанской живописи, автор масштабных исторических картин.

## Биография
Родился в деревне Виньюэлас в небогатой семье. Учился в государственной школе, где учителя, рано заметив в нём способности к рисованию, запросили для него стипендию у правительства провинции Гвадалахара. Благодаря этому Алехо Вера со временем смог начать обучение в Королевской академии Сан-Фернандо в Мадриде. Его основным учителем был Федерико де Мадрасо.
Затем, при финансовой поддержке состоятельного мадридского банкира, Алехо Вера отправился в Италию, где был очарован руинами Помпей, знакомство с которыми оказало на него большое влияние. Одной из первых крупных работ Веры стала картина «Погребение святого Лаврентия в Римских катакомбах» которую он в 1862 году отправил из Италии на ежегодную Национальную выставку изящных искусств в Мадрид, где картина была удостоена золотой медали. Четыре года спустя, в 1866 году картина Алехо Веры «Святой Валерий» также была отмечена медалью.
С 1874 по 1878 год Алехо Вера был профессором в мадридской академии Сан-Фернандо, которую сам окончил. В этот период он написал для Мадридской торговой палаты плафон под названием «Аллегория изобилия». В 1878 году Алехо Вера снова вернулся в Рим, где получил должность во вновь созданной Испанской академии в Риме (была создана по аналогии с Французской академией в Риме, которая к тому моменту существовала уже много лет). В этот период Алехо Вера создал свою, вероятно, самую известную картину: «Оборона Нуманции», которая была награждена золотой медалью на испанской Национальной выставке в 1881 году.
В 1880-е годы Алехо Вера был привлечён к созданию росписей для Сан-Франциско-эль-Гранде в Мадриде, но запросил слишком высокий гонорар и «выбыл из проекта». Однако, эскизы, которые Вера успел создать для росписей базилики, в дальнейшем легли в основу ещё одной его картины —  «Чудо роз», основанной на эпизоде из жизни святого Франциска Ассизского.
В 1891 году Алехо Вера стал директором Испанской академии в Риме; эту должность он занимал шесть лет, после чего вышел на пенсию и вернулся в Испанию. Он продолжал преподавать и активно участвовать в выставках до 1919 года. По его желанию, о его смерти не было объявлено заранее, вплоть до прошедших скромно похорон.

## Некоторые работы (музей Прадо)

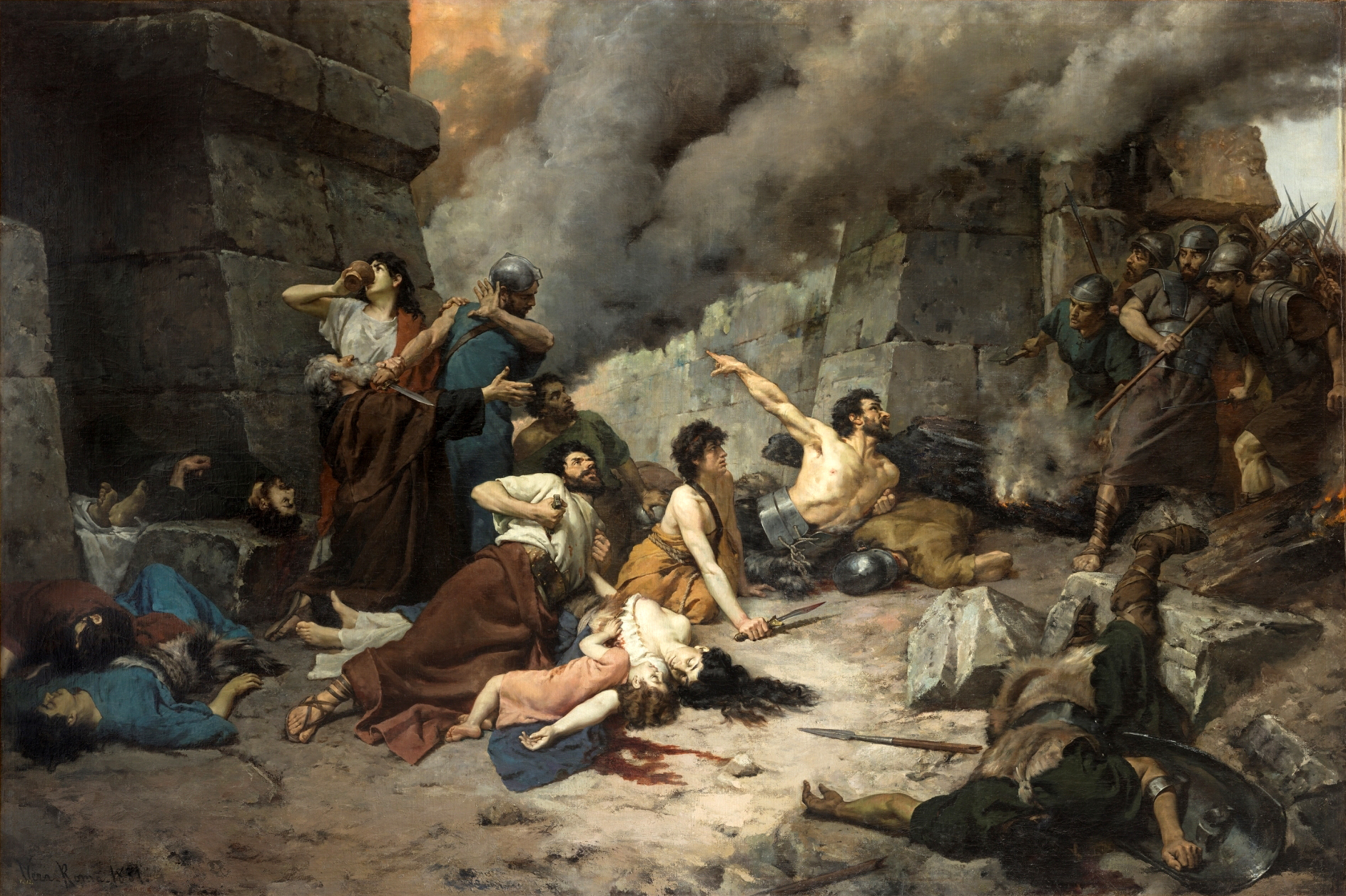
Оборона Нуманции.
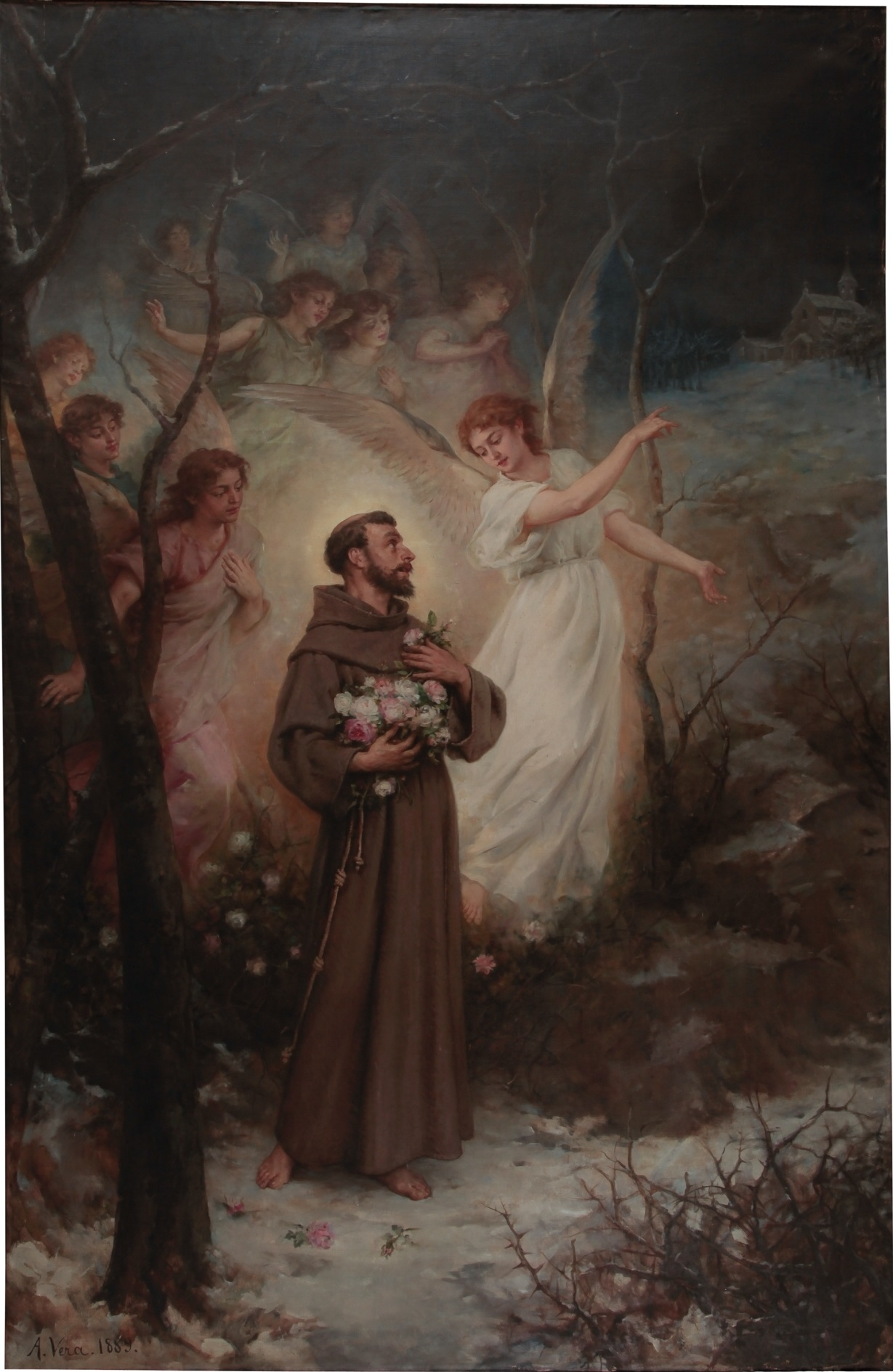
Чудо роз (эпизод из жизни святого Франциска Ассизского).
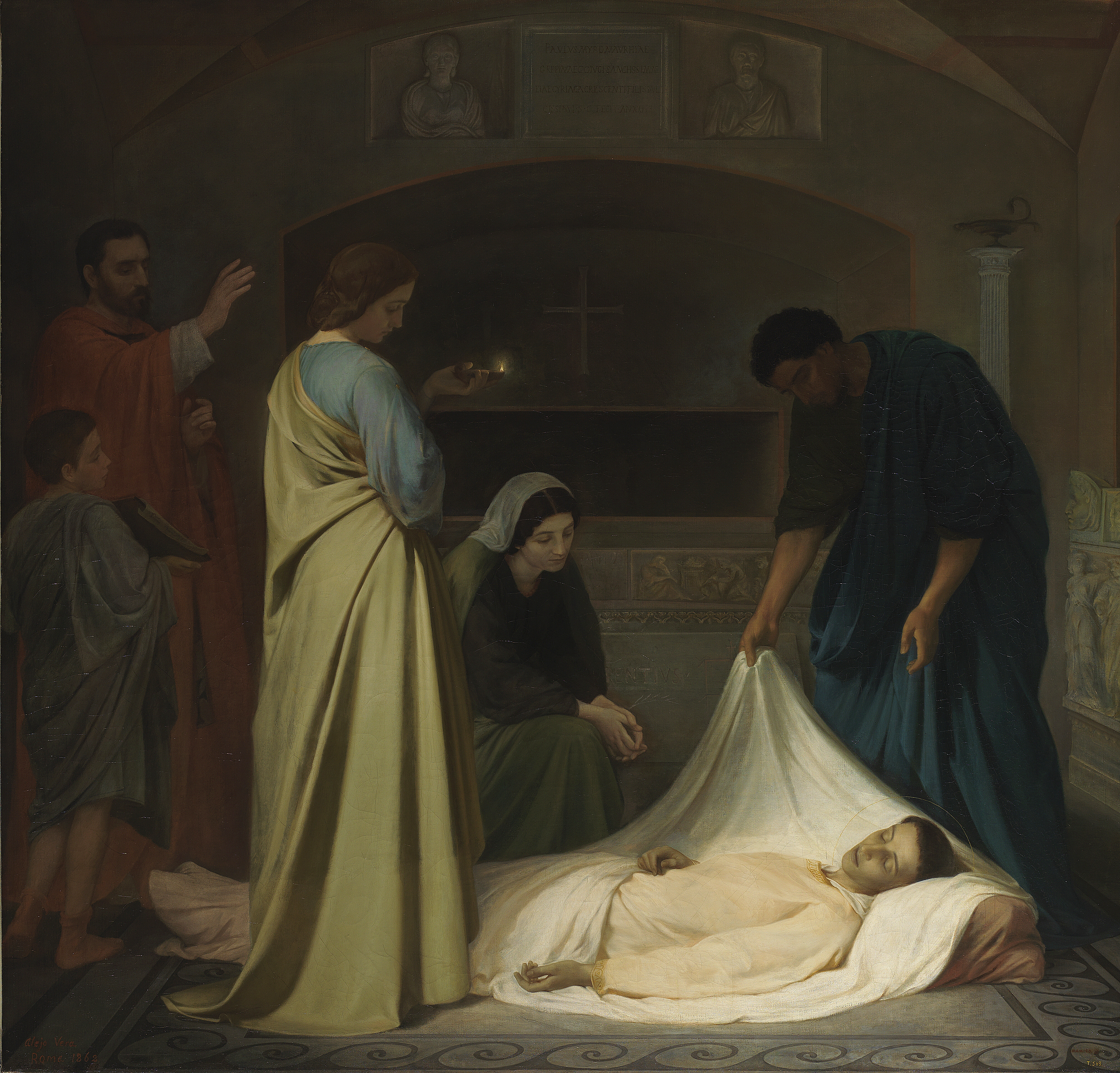
Погребение святого Лаврентия в Римских катакомбах.